# Нојгерсдорф
Нојгерсдорф (њем. Neugersdorf) град је у њемачкој савезној држави Саксонија. Једно је од 59 општинских средишта округа Герлиц. Према процјени из 2010. у граду је живјело 6.040 становника. Посједује регионалну шифру (AGS) 14626340.

## Географски и демографски подаци
Нојгерсдорф се налази у савезној држави Саксонија у округу Герлиц. Град се налази на надморској висини од 433 метра. Површина општине износи 5,5 km². У самом граду је, према процјени из 2010. године, живјело 6.040 становника. Просјечна густина становништва износи 1.092 становника/km².